# Gorki (Briansk)
|  | Per a altres significats, vegeu «Gorki». |

Gorki (en rus: Горки) és un poble de l'óblast de Briansk, a Rússia, segons el cens del 2013 tenia 4 habitants. Pertany al districte de Komàritxi.